# Gmina związkowa Rhein-Selz
Gmina związkowa Rhein-Selz (niem. Verbandsgemeinde Rhein-Selz) – gmina związkowa w Niemczech, w kraju związkowym Nadrenia-Palatynat, w powiecie Mainz-Bingen. Siedziba gminy związkowej znajduje się w mieście Oppenheim. Powstała 1 lipca 2014 z połączenia gminy związkowej Guntersblum z gminą związkową Nierstein-Oppenheim.

## Podział administracyjny
Gmina związkowa zrzesza 20 gmin, w tym jedną gminę miejską (Stadt) oraz 19 gmin wiejskich {Gemeinde):
1. Dalheim
2. Dexheim
3. Dienheim
4. Dolgesheim
5. Dorn-Dürkheim
6. Eimsheim
7. Friesenheim
8. Guntersblum
9. Hahnheim
10. Hillesheim
11. Köngernheim
12. Ludwigshöhe
13. Mommenheim
14. Nierstein
15. Oppenheim
16. Selzen
17. Uelversheim
18. Undenheim
19. Weinolsheim
20. Wintersheim